# Park Sung-baek
Park Sung-baek est un coureur cycliste sud-coréen, né le 27 février 1985.

## Palmarès sur route et classements mondiaux

### Palmarès par années
- 2004
  - 4e et 5e étapes du Tour de Hokkaido
- 2005
  - 4e étape du Tour du Siam
  - 1re étape du Tour de Corée
- 2006
  - 2e et 6e étapes du Tour de Thaïlande
  -  Médaillé de bronze sur route aux Jeux asiatiques
- 2007
  -  Champion de Corée du Sud sur route
  - 4e et 5e étapes du Tour de Java oriental
  - 1re étape du Cepa Tour
  - Tour de Corée :
    - Classement général
    - 1re, 3e, 5e, 7e et 9e étapes
- 2008
  -  Champion de Corée du Sud sur route
  - 2e et 8e étapes du Tour de Corée-Japon
- 2010
  - 2ea étape du Tour de Singkarak
  - 1re et 4e étapes du Tour de Hokkaido
- 2011
  - 1re étape du Tour de Taïwan
  -  Médaillé de bronze du contre-la-montre par équipes à l'Universiade d'été
- 2012
  - Tour de Corée :
    - Classement général
    - 6e étape
- 2013
  - 2e étape du Tour du Japon
  - 2e du championnat de Corée du Sud sur route
- 2014
  - 8e étape du Tour de Corée
- 2015
  - 5e et 6e étapes du Tour de Thaïlande
  - 3e du championnat de Corée du Sud du contre-la-montre
- 2016
  - 5e étape du Jelajah Malaysia

### Classements mondiaux
| Année           | 2005 | 2006 | 2007  | 2008 | 2009 | 2010 | 2011 | 2012 | 2013 | 2014 |
| --------------- | ---- | ---- | ----- | ---- | ---- | ---- | ---- | ---- | ---- | ---- |
| UCI Asia Tour   | 31e  | 29e  | 4e    | 87e  | 72e  | 42e  | 86e  | 51e  | 40e  | 85e  |
| UCI Europe Tour |      |      | 1351e |      |      |      |      |      |      |      |

## Palmarès sur piste

### Championnats du monde
- Melbourne 2012
  - 10e de la poursuite par équipes

### Championnats d'Asie
- Ludhiana 2005
  -  Champion d'Asie de poursuite par équipes (avec Jang Sun-jae, Cho Hyun-ok et Youm Jung-hwan)
  -  Champion d'Asie de la course de l'élimination
- Kuala Lumpur 2006
  -  Champion d'Asie de poursuite par équipes (avec Jang Sun-jae, Youm Jung-hwan et Kim Dong-hun)
  -  Champion d'Asie de l'américaine (avec Youm Jung-hwan)
- Nakhon Ratchasima 2011
  -  Champion d'Asie de poursuite par équipes (avec Jang Sun-jae, Park Keon-woo et Park Seon-ho)
  -  Médaillé d'argent de la course aux points
- Kuala Lumpur 2012
  -  Champion d'Asie de poursuite par équipes (avec Jang Sun-jae, Park Keon-woo et Park Seon-ho)
- New Dehli 2013
  -  Champion d'Asie de poursuite par équipes (avec Jang Sun-jae, Park Keon-woo et Park Seon-ho)

### Jeux Asiatiques
- Doha 2006
  -  Médaillé d'or de la poursuite par équipes (avec Hwang In-hyeok, Jang Sun-jae et Kim Dong-hun)
  -  Médaillé d'or de l'américaine (avec Jang Sun-jae)